# Red de humanidades digitales
La Red de Humanidades Digitales (RedHD) es una asociación mexicana de humanidades digitales que inicia en junio de 2011, la primera sobre este campo en español.
Sus objetivos son "promover y fortalecer la comunicación entre los humanistas digitales de la región, la formación de recursos humanos, la elaboración de documentación y buenas prácticas, la promoción de los proyectos de Humanidades Digitales, la difusión de eventos, así como el impulso, la discusión y el reconocimiento del campo. Adicionalmente promoverá iniciativas regionales a nivel internacional."

## Historia
En septiembre de 2010 un grupo de académicos se reunieron para discutir de qué forma podían impulsar y apoyar la formalización de este campo. En total se realizaron cuatro talleres de Humanidades Digitales, lo que dio pie a la formalización de la RedHD en 2011.
En 2018 organizó junto con la Alianza de Organizaciones de Humanidades Digitales (ADHO por sus siglas en inglés) el congreso Digital Humanities 2018,el primero realizado en español en un país de América Latina. Ese mismo año, la RedHD se convirtió en una organización constitutiva del ADHO, lo que amplió sus relaciones con otras organizaciones alrededor del mundo. Durante 2022 el representante de la RedHD ante la ADHO, presidió el Constituent Organization Board de esa organización.

## Encuentros
Las RedHD organiza, bienalmente, un encuentro de humanistas digitales: 
- 1° Encuentro de humanistas digitales. Realizado en la Biblioteca Vasconcelos, con el apoyo de Concaculta, del 17 y 18 de mayo de 2012.
- 2° Encuentro de humanistas digitales. Realizado en la Biblioteca Vasconcelos del 21 al 23 de mayo del 2014.
- 3° Encuentro de humanistas digitales. Organizado entre la RedHD y el Colmex, fue realizado en el Colegio de México del 12 al 14 de septiembre de 2016.
- En lugar del 4° encuentro de humanistas digitales, se realizó el congreso Digital Humanities 2018 entre la ADHO, la RedHD, El Colmex y la UNAM. El evento se realizó en la Ciudad de México del 26 al 28 de junio de 2018.
- 5° Encuentro de Humanistas Digitales. Organizado por  la Dirección General de Bibliotecas y Servicios Digitales de Información de la Universidad Autónoma de Querétaro y la RedHD, fue realizado virtualmente del 09 al 11 de noviembre del 2021.
- 6° Encuentro de Humanistas Digitales. Organizado por el Instituto Nacional de Historia y Antropología, la Universidad Autónoma de San Luis Potosí y la RedHD. Se realizó en el Museo Regional Potosino del 8 al 10 de noviembre de 2023.

## Publicaciones
La RedHD ha buscado impulsar el campo de las humanidades digitales mediante un programa editorial. Su primera publicación fue la "Guía de buenas prácticas para la elaboración y evaluación de proyectos de Humanidades Digitales y checklist" que, eventualmente, se convirtió en el libro Pautas para el desarrollo y la evaluación de proyectos digitales en las humanidades publicado por la UNAM.
En 2018, la RedHD publicó los primeros tres tomos de la Biblioteca de Humanidades Digitales junto a Bonilla Artigas Editores. Esta colección busca "explicar los orígenes de las humanidades digitales mediante la contextualización de sus procesos de introducción y desarrollo; mostrar los conceptos, debates y metodologías que comprenden los ejes sobre los que las humanidades digitales centran sus aportaciones a distintas disciplinas y a la sociedad; y finalmente, exhibir un repertorio de proyectos relacionados con la investigación y divulgación del conocimiento humanístico, en relación con lo digital."
Actualmente los tomos de la biblioteca son:
1. Recepción, institucionalización y crítica
2. Lengua, texto, patrimonio y datos
3. Edición, literatura y arte
4. Corpus y literatura en México